# 熱CVD
熱CVD（ねつシーブイディー、英語: thermal chemical vapor deposition）は、熱分解による生成物や化学反応によって、薄膜を形成する手法である。化学気相成長（CVD: chemical vapor deposition、化学蒸着）の一種であり、熱エネルギーによる原料ガスの分解生成物や化学反応を利用することが特徴である。

## 特徴
熱CVD法は、高純度の薄膜が形成できる、被覆性が良い、装置構成が比較的簡易、プラズマによる損傷が無い、選択成長が可能、などの長所を有する。一方短所としては、利用できる製膜温度や基板・原料ガスに制約があること、低温では膜の質が落ちやすい、などが挙げられる。

## 基本構成

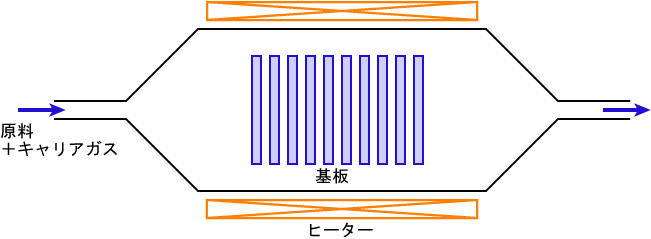
横型熱CVD装置の構成図

CVD装置の構成には幾つか種類があり、下記のような特徴で分類される。
- 反応室全体を加熱する（ホットウォール型）、基板台のみを加熱して反応室は冷却する（コールドウォール型）
- 横型（構造が簡易）、縦型（温度分布、応答速度、ガスの流量制御などに優れる）
- バッチ処理（複数枚を同時に処理）、枚葉式（一枚ずつ処理）、連続処理（コンベア式）
- 圧力（加圧／常圧／減圧）
- 触媒の利用（触媒CVD法）
- 有機金属原料の利用（MOCVD法）

熱反応下において原料ガスと酸化剤または還元剤を混合し、希望する材料を生成する。原料比と反応温度、反応容器設計により反応が決定される。

## 用途
熱CVD法の用途は多彩であり、下記のような様々な薄膜の形成に用いられる。
- PSG (phospho silicate glass)、BPSG (boron phospho silicate glass)、シリコン酸化膜など[1]
- タングステン、MoSi、窒化シリコン[1]
- 化合物半導体 - SiGeなど[1]
- カーボンナノチューブの生成[2]